# WWE No Way Out
No Way Out was een professioneel worstel-pay-per-viewevenement geproduceerd door World Wrestling Entertainment (WWE). Het wordt sinds 2000 jaarlijks in februari uitgezonden. Het werd voor het eerst als een In Your House-evenement gehouden in 1998. In 2000 werd het een jaarlijkse PPV voor de WWE. Na de WWE Brand Extension werd No Way Out uitsluitend voor SmackDown! Superstars. In 2007 veranderde dit weer toen alle PPV's voor alle drie de brands toegankelijk werden gemaakt.
No Way Out is sinds 1998 in twee landen gehouden: de Verenigde Staten en Canada. Het vond plaats in acht verschillende staten van de Verenigde Staten en in een provincie van Canada. Er zijn tot nu toe zeven wedstrijden voor een kampioenschap geweest op No Way Out.

## Geschiedenis
No Way Out bestaat zoals de meeste PPV's uit een Main Event en daarvoor een aantal minder belangrijke wedstrijden. De eerste No Way Out werd als een In Your House-evenement geproduceerd voor de WWF, de oude naam van de WWE. De officiële titel was No Way Out of Texas: In Your House, genoemd naar de locatie van het evenement, namelijk Houston, Texas. Dit omdat de grote evenementen ten tijde van de oprichting buiten Texas plaatsvonden, en No Way out of Texas binnen Texas. De naam werd later afgekort tot No Way Out. Het vond plaats op 15 februari 1998 en werd live uitgezonden als een PPV. In 1999 werd de productie van In Your House-evenementen stopgezet maar veel evenementen bleven voortbestaan als een zelfstandige PPV. Voorbeelden hiervan zijn Backlash en Judgment Day.
In 2002 werd de WWF gedwongen via een rechtszaak om hun naam te veranderen. Dit werd uiteindelijk WWE. Later dat jaar hield de WWE een draft. Ze splitsten hiermee hun rooster in twee brands (merken): RAW en Smackdown! en in 2006 ook ECW. Voor de draft konden alle worstelaars met elkaar strijden. Na de draft echter konden alleen worstelaars op dezelfde brand met elkaar vechten. Op 23 februari 2003 vond de eerste No Way Out plaats, waarin er verschillende brands aanwezig waren. Het jaar daarop maakte de WWE bekend dat alle PPV-evenementen, met uitzondering van WrestleMania, SummerSlam, Survivor Series en Royal Rumble, exclusief zouden worden voor een brand. No Way Out werd exclusief voor SmackDown!. In 2007 veranderde de WWE dit weer zodat op alle PPV-evenementen wedstrijden van alle drie de brands konden plaatsvinden. No Way Out 2007 was de laatste PPV die exclusief was voor een brand.
In 2008 waren er twee Elimination Chamber-wedstrijden op No Way Out. Elimination Chambers zijn zeldzame wedstrijden en dit was de eerste keer dat er twee op dezelfde dag waren.

## Chronologie
| Editie | Datum            | Stad                      | Locatie               | Main Event |
| ------ | ---------------- | ------------------------- | --------------------- | --- |
| IYH    | 15 februari 1998 | Houston (Texas)           | Compaq Center         | Stone Cold Steve Austin & Owen Hart & Cactus Jack & Chainsaw Charlie vs. Triple H & Savio Vega & New Age Outlaws in een No Disqualification match.       |
| 2000   | 27 februari 2000 | Hartford (Connecticut)    | Hartford Civic Center | Triple H (c) vs. Cactus Jack in een Hell in a Cell match voor de WWF Championship                                                                        |
| 2001   | 25 februari 2001 | Las Vegas (Nevada)        | Thomas & Mack Center  | Kurt Angle (c) vs. The Rock voor de WWF Championship |
| 2002   | 17 februari 2002 | Milwaukee (Wisconsin)     | Bradley Center        | Chris Jericho (c) vs. Steve Austin voor de Undisputed WWF Championship                                                                                   |
| 2003   | 23 februari 2003 | Montreal                  | Bell Centre           | The Rock vs. Hulk Hogan |
| 2004   | 15 februari 2004 | Montreal                  | Cow Palace            | Brock Lesnar (c) vs. Eddie Guerrero voor de WWE Championship                                                                                             |
| 2005   | 20 februari 2005 | Pittsburgh (Pennsylvania) | Mellon Arena          | John "Bradshaw" Layfield (c) vs. Big Show in een Steel Cage match voor de WWE Championship                                                               |
| 2006   | 19 februari 2006 | Baltimore (Maryland)      | 1st Mariner Arena     | Kurt Angle (c) vs. The Undertaker voor de World Heavyweight Championship                                                                                 |
| 2007   | 18 februari 2007 | Los Angeles               | Staples Center        | John Cena & Shawn Michaels vs. Batista & The Undertaker in een tag team match                                                                            |
| 2008   | 17 februari 2008 | Las Vegas (Nevada)        | Thomas & Mack Center  | Triple H vs. Shawn Michaels vs. John "Bradshaw" Layfield vs. Umaga vs. Chris Jericho vs. Jeff Hardy in een Elimination Chamber match                     |
| 2009   | 15 februari 2009 | Seattle (Washington)      | Key Arena             | John Cena (c) vs. Chris Jericho vs. Edge vs. Rey Mysterio vs. Mike Knox vs. Kane in een Elimination Chamber match voor de World Heavyweight Championship |
| 2012   | 17 juni 2012     | Rutherford (New Jersey)   | Izod Center           | John Cena vs. Big Show in een Steel Cage match. |